# Record du monde de natation messieurs du 50 mètres papillon
Progression du record du monde de natation sportive messieurs pour l'épreuve du 50 mètres papillon en bassin de 50 et 25 mètres.
Les records sont majoritairement battus lors de la finale de l'épreuve ; dans le cas contraire, un renvoi le précise.

## Bassin de 50 mètres
| Temps   | Athlète              | Naissance | Âge | Nationalité    | Compétition                 | Lieu      | Date             |
| ------- | -------------------- | --------- | --- | -------------- | --------------------------- | --------- | ---------------- |
| 23 s 60 | Geoff Huegill        | 1979      | 21  | Australie      |                             | Sydney    | 14 mai 2000      |
| 23 s 44 | Geoff Huegill        | 1979      | 22  | Australie      | Championnats du monde       | Fukuoka   | 27 juillet 2001  |
| 23 s 43 | Matt Welsh           | 1976      | 27  | Australie      | Championnats du monde       | Barcelone | 21 juillet 2003  |
| 23 s 30 | Ian Crocker          | 1982      | 22  | États-Unis     |                             | Austin    | 1er mars 2004    |
| 23 s 01 | Roland Mark Schoeman | 1980      | 25  | Afrique du Sud | Championnats du monde       | Montréal  | 24 juillet 2005  |
| 22 s 96 | Roland Mark Schoeman | 1980      | 25  | Afrique du Sud | Championnats du monde       | Montréal  | 25 juillet 2005  |
| 22 s 43 | Rafael Munoz Perez   | 1988      | 21  | Espagne        | Championnats d'Espagne 2009 | Malaga    | 5 avril 2009     |
| 22 s 27 | Andriy Govorov       | 1992      | 26  | Ukraine        | Trophée Settecolli          | Rome      | 1er juillet 2018 |

## Bassin de 25 mètres
| Temps    | Athlète                | Naissance | Âge | Nationalité | Compétition                     | Lieu            | Date             |
| -------- | ---------------------- | --------- | --- | ----------- | ------------------------------- | --------------- | ---------------- |
| 23 s 55  | Mark Foster            | 1970      | 25  | Royaume-Uni | Coupe du monde                  | Sheffield       | 11 février 1995  |
| 23 s 45  | Mark Foster            | 1970      | 25  | Royaume-Uni |                                 | Sheffield       | 15 décembre 1995 |
| 23 s 35  | Denis Pankratov        | 1974      | 23  | Russie      | Coupe du monde                  | Paris           | 8 février 1997   |
| 23 s 30  | Miloš Milošević        | 1972      | 26  | Croatie     | Championnats d'Europe           | Sheffield       | 12 décembre 1998 |
| 23 s 21  | Michael Klim           | 1977      | 22  | Australie   |                                 | Canberra        | 5 septembre 1999 |
| 23 s 19  | Lars Frolander         | 1974      | 26  | Suède       | Championnats du monde           | Athènes         | 19 mars 2000     |
| 23 s 11  | Michael Klim           | 1977      | 23  | Australie   |                                 | Canberra        | 18 juin 2000     |
| 22 s 87  | Mark Foster            | 1970      | 31  | Royaume-Uni | Coupe du monde                  | Sheffield       | 17 janvier 2001  |
| 22 s 84  | Geoff Huegill          | 1979      | 22  | Australie   | Coupe du monde                  | Melbourne       | 10 décembre 2001 |
| 22 s 84  | Geoff Huegill          | 1979      | 23  | Australie   | Coupe du monde                  | Stockholm       | 22 janvier 2002  |
| 22 s 74  | Geoff Huegill          | 1979      | 23  | Australie   | Coupe du monde                  | Berlin          | 26 janvier 2002  |
| 22 s 71  | Ian Crocker            | 1982      | 22  | États-Unis  | Championnats du monde           | Indianapolis    | 10 octobre 2004  |
| 22 s 60  | Kaio Marcio de Almeida | 1984      | 21  | Brésil      | Championnats du Brésil          | Santos          | 17 décembre 2005 |
| 22 s 50  | Matt Jaukovic          | 1985      | 23  | Australie   | 3e étape de la Coupe du monde   | Sydney          | 25 octobre 2008  |
| 22 s 29  | Amaury Leveaux         | 1985      | 23  | France      | Championnats de France (f)      | Angers          | 6 décembre 2008  |
| 22 s 18  | Amaury Leveaux         | 1985      | 23  | France      | Championnats d'Europe (s)       | Rijeka          | 14 décembre 2008 |
| 22 s 06  | Steffen Deibler        | 1987      | 22  | Allemagne   | International swimming festival | Aix-la-Chapelle | 25 octobre 2009  |
| 21 s 80  | Steffen Deibler        | 1987      | 22  | Allemagne   | Coupe du monde (f)              | Berlin          | 14 novembre 2009 |
| 21 s 75  | Nicholas Santos        | 1980      | 38  | Brésil      | Coupe du monde                  | Budapest        | 6 octobre 2018   |
| 21 s 75= | Szebasztián Szabó (en) | 1996      | 25  | Hongrie     | Championnats d'Europe (f)       | Kazan           | 6 novembre 2021  |
| 21 s 67  | Noè Ponti              | 2001      | 23  | Suisse      | Coupe du monde                  | Shanghai        | 20 octobre 2024  |
| 21 s 50  | Noè Ponti              | 2001      | 23  | Suisse      | Coupe du monde                  | Singapour       | 2 novembre 2024  |
| 21 s 43  | Noè Ponti              | 2001      | 23  | Suisse      | Championnats du monde           | Budapest        | 10 décembre 2024 |
| 21 s 32  | Noè Ponti              | 2001      | 23  | Suisse      | Championnats du monde           | Budapest        | 11 décembre 2024 |